# Gyagar Sherab Gyaltsen
Gyagar Sherab Gyaltsen (1436-1472) was van 1463 tot 1472 de twintigste sakya trizin, de hoogste geestelijk leider van de sakyatraditie in het Tibetaans boeddhisme.
Dagchen Sherab Gyaltsen werd geboren in Sakya in 1436. Zijn vader was de 18e Sakya Tridzin, Jamyang Namkha Gyaltsen (1398-1472). Hij had een jongere broer, Dagchen Lodrö Gyaltsen (1444-1495) die dienst deed als 21e Sakya Tridzin.
Hij volgde zijn opleiding bij Jamyang Konchok Zangpo (1398-1475).
Op 27-jarige leeftijd ging Dagchen Sherab Gyaltsen naar Kham. Volgens een legende raakte hij de weg kwijt en kwam in Mongools gebied terecht. Omdat het hem een geschikte plaats leek om zich het dharma (normen en waarden) eigen te maken, richtte hij er het Dondrub Ling-klooster op. Dat was op een plek waar voorheen een Bön-tempel had gestaan, en later twee kleine Karma Kagyu tempels. 
Hij werd abt van het Sakyaklooster (Sakya Tridzin) vanaf 1463 tot zijn overlijden in 1472.